# Ching He Huang
Ching He Huang MBE (* 8. April 1978 in Tainan, Taiwan) ist eine britisch-taiwanische Fernsehköchin und Autorin von Kochbüchern.
Ching wuchs in Taiwan auf und zog im Alter von elf Jahren mit ihrer Familie nach London. Dort gründete sie nach dem Studium eine Catering-Firma. Das Resultat ist eine inspirierte, neue Fusion-Küche. Die in England aus ihren Fernsehsendungen bestbekannte Autorin geht von  traditionellen chinesischen Gerichten aus, geht jedoch einen Schritt weiter in ihrer Interpretation und lässt Impulse aus anderen asiatischen Ländern wie Japan, Thailand und Vietnam sowie europäische Einflüsse einfließen.

## Veröffentlichungen
- China modern Die neue chinesische Küche. 2007. ISBN 978-3-7750-0508-1
- Chinesisch kochen ganz easy. August 2010. ISBN 978-3-8310-1718-8